# غوستافو بوليفار (سياسي)
غوستافو بوليفار (بالإسبانية: Gustavo Bolívar)‏ هو كاتب سيناريو وصحفي وكاتب وسياسي كولومبي، ولد في 22 يوليو 1966 في كولومبيا.

## وصلات خارجية
- غوستافو بوليفار على موقع IMDb (الإنجليزية)
- غوستافو بوليفار على موقع ألو سيني (الفرنسية)
- غوستافو بوليفار على موقع قاعدة بيانات الفيلم (الإنجليزية)
- غوستافو بوليفار على موقع كينوبويسك (الروسية)